# Karangsuno
Karangsuno is een bestuurslaag in het regentschap Kendal van de provincie Midden-Java, Indonesië. Karangsuno telt 2008 inwoners (volkstelling 2010).